# مار فیجی
مار فیجی (نام علمی: Ogmodon vitianus) نام یک گونه از خانواده کفچه‌ماران است.